# Chase the Sun (Planet Funk)
Chase the Sun è un singolo del gruppo musicale italiano Planet Funk, pubblicato il 22 gennaio 2001 come primo estratto dal primo album in studio Non Zero Sumness.

## Descrizione
Il brano, la cui parte vocale è cantata dalla cantante finlandese Auli Kokko, è stato scritto da Marco Baroni, Domenico Gg Canu, Sergio Della Monica, Alex Neri e Simon Duffy.
Il brano contiene un sample di Alla luce del giorno di Ennio Morricone, brano usato come colonna sonora del film Metti, una sera a cena del 1969.
La canzone è considerata la "colonna sonora" degli eventi della Professional Darts Corporation, i quali vengono sempre anticipati dal brano.

## Tracce
CD Promo
1. Chase The Sun (Radio Edit) – 3:47

CD Single
1. Chase The Sun (Radio Edit) – 3:42
2. Chase The Sun (Extended Club Mix) – 7:57

CD Maxi
1. Chase The Sun (Radio Edit) – 3:36
2. Chase The Sun (Extended Club Mix) – 7:42
3. Chase The Sun (Instrumental) – 8:00

## Classifiche
| Classifica (2001) | Posizione più alta |
| ----------------- | ------------------ |
| Australia         | 32                 |
| Belgio (Fiandre)  | 29                 |
| Belgio (Vallonia) | 25                 |
| Finlandia         | 20                 |
| Francia           | 100                |
| Germania          | 61                 |
| Italia            | 25                 |
| Paesi Bassi       | 75                 |
| Regno Unito       | 5                  |
| Spagna            | 3                  |
| Svizzera          | 93                 |